# Густаво Гутјерез
Густаво Гутијерез Лозано (шп. Gustavo Gutiérrez Lozano; 26. децембар 1998) перуански је пливач чија специјалност су трке мешовитим и делфин стилом на 200 и 400 метара, те маратонске трке слободним стилом.
Представљао је Перу на светском првенству у Квангџуу 2019. где је наступио у тркама на 200 делфин (36. место) и 400 мешовито (36. место). Такође је учестовао и на Панамеричким играма у Торонту 2015. (17. место на 1.500 слободно) и Лими 2019. (најбољи резултат 19. место на 200 делфин).